# Igls
Igls är en by i Mittelinntal i norra Tyrolen och ingår som stadsdel i Innsbruck. I Igls bor cirka 2 500 invånare. Under 1800-talet utvecklades området till ett rekreationsområde för Innsbruckborna som hade villor här och hotell byggdes. Igls blev känt i samband med de olympiska vinterspelen 1964 och 1976 då tävlingarna i bob, rodel och utförsåkning ägde rum här. Igls har också flera gånger arrangerat Världsmästerskapen i rodel.